# Chantemerle-les-Blés
Pour les articles homonymes, voir Chantemerle.
Chantemerle-les-Blés est une commune française située dans le département de la Drôme, en région Auvergne-Rhône-Alpes.
Ses habitants sont dénommés les Chantemerlois.

## Géographie

### Situation et description
Chantemerle-les-Blés est située à 25 km au nord de Valence, à 7 km au nord-est de Tain-l'Hermitage et à 9 km à l'ouest de Saint-Donat-sur-l'Herbasse.

### Relief et géologie
Sites particuliers :
- Blache Ronde (236 m) ;
- Combe Charignon ;
- Combe Fauchet ;
- Combe Perossier ;
- le Malen (304 m) ;
- le Maurand (322 m) ;
- le Serre.

### Hydrographie
La commune est arrosée par les cours d'eau suivants :
- la Bouterne ;
- Ravin de la Ratte ;
- Ravin de l'Olagnat ;
- Ravin des Vées.

### Climat
Pour des articles plus généraux, voir Climat d'Auvergne-Rhône-Alpes et Climat de la Drôme.
En 2010, le climat de la commune est de type climat du Bassin du Sud-Ouest, selon une étude du CNRS s'appuyant sur une série de données couvrant la période 1971-2000. En 2020, Météo-France publie une typologie des climats de la France métropolitaine dans laquelle la commune est dans une zone de transition entre le climat de montagne et le climat méditerranéen et est dans la région climatique  Moyenne vallée du Rhône, caractérisée par un bon ensoleillement en été (fraction d’insolation > 60 %), une forte amplitude thermique annuelle (4 à 20 °C), un air sec en toutes saisons, orageux en été, des vents forts (mistral), une pluviométrie élevée en automne (250 à 300 mm). 
Pour la période 1971-2000, la température annuelle moyenne est de 12,1 °C, avec une amplitude thermique annuelle de 17,7 °C. Le cumul annuel moyen de précipitations est de 892 mm, avec 7,9 jours de précipitations en janvier et 5,6 jours en juillet. Pour la période 1991-2020, la température moyenne annuelle observée sur la station météorologique de Météo-France la plus proche, sur la commune de Marsaz à 4 km à vol d'oiseau, est de 12,8 °C et le cumul annuel moyen de précipitations est de 883,4 mm,. Pour l'avenir, les paramètres climatiques de la commune estimés pour 2050 selon différents scénarios d'émission de gaz à effet de serre sont consultables sur un site dédié publié par Météo-France en novembre 2022.

### Voies de communication et transports
Le territoire communal est traversé par l'autoroute A7.

## Urbanisme

### Typologie
Au 1er janvier 2024, Chantemerle-les-Blés est catégorisée bourg rural, selon la nouvelle grille communale de densité à 7 niveaux définie par l'Insee en 2022.
Elle est située hors unité urbaine. Par ailleurs la commune fait partie de l'aire d'attraction de Valence, dont elle est une commune de la couronne,. Cette aire, qui regroupe 71 communes, est catégorisée dans les aires de 200 000 à moins de 700 000 habitants,.

### Occupation des sols
L'occupation des sols de la commune, telle qu'elle ressort de la base de données européenne d’occupation biophysique des sols Corine Land Cover (CLC), est marquée par l'importance des territoires agricoles (72 % en 2018), une proportion sensiblement équivalente à celle de 1990 (72,6 %). La répartition détaillée en 2018 est la suivante : 
zones agricoles hétérogènes (42,6 %), prairies (28,4 %), forêts (24,4 %), zones urbanisées (3,6 %), terres arables (1 %). L'évolution de l’occupation des sols de la commune et de ses infrastructures peut être observée sur les différentes représentations cartographiques du territoire : la carte de Cassini (XVIIIe siècle), la carte d'état-major (1820-1866) et les cartes ou photos aériennes de l'IGN pour la période actuelle (1950 à aujourd'hui).

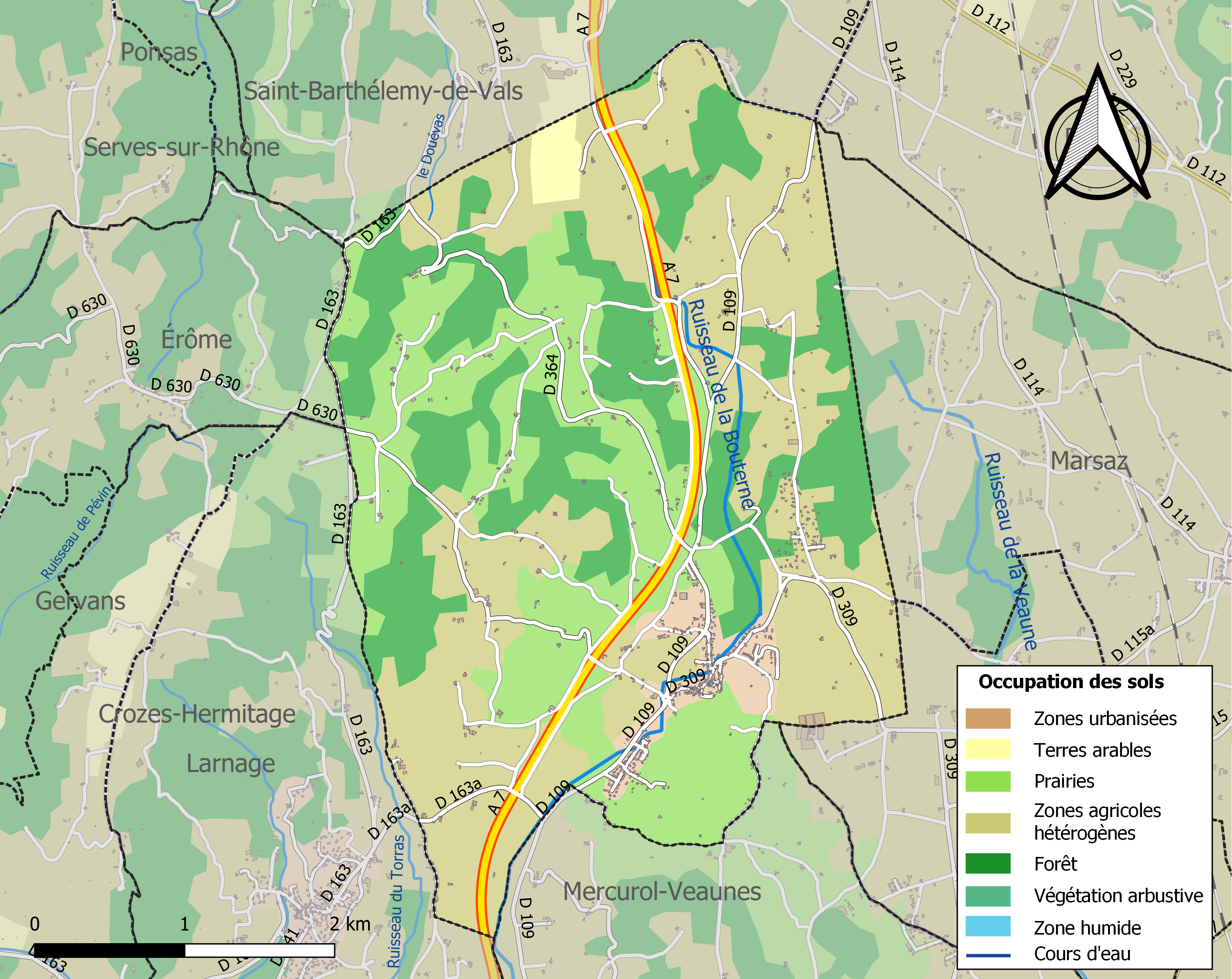
Carte des infrastructures et de l'occupation des sols de la commune en 2018 (CLC).

### Morphologie urbaine

#### Quartiers, hameaux et lieux-dits
Site Géoportail (carte IGN) :
- Bois de l'Âne
- Chambrières
- Châtillon
- Combe
- Côte Rousse
- Darmignon
- Grenouillet
- la Combe Fauchet
- la Ratte
- la Rivière
- le Mas des Vées
- le Moulin
- les Bélauds
- les Bessons
- les Blaches
- les Cottes
- les Créolières
- les Genevières
- les Granges
- les Hautes Vées
- le Sordat
- l'Espinasse
- les Sables
- les Sétérées
- les Vées
- les Vosserts
- l'Olagnat
- l'Omelette
- Mas de Surlan
- Mas du Cognet
- Mathieu
- Notre-Dame
- Perrioles
- Prés Brédoux
- Quartier des Bois
- Rivoire
- Romanière
- Rozet
- Saint-Pierre les Blés
- Saint-Sauveur
- Sept Semaines
- Thivolle

## Toponymie

### Attestations
Dictionnaire topographique du département de la Drôme :
- 1164 : mention de l'église du prieuré (Notre-Dame) : ecclesia de Cantamerle (Montlezun, Hist. de l'église du Puy).
- XIVe siècle : mention de l'église du prieuré (Notre-Dame) : prioratus de Chantamerlo (pouillé de Vienne).
- 1304 : Chantamerlaz (archives de la Drôme, E 1601).
- 1340 : castrum Chantamerle (choix de documents, 63).
- 1354 : castrum vocatum de Chantamerla (Valbonnais, I, 216).
- 1520 : mention de l'église du prieuré (Notre-Dame) : prioratus de Chantamerle (pouillé de Vienne).
- 1891 : Chantemerle, commune du canton de Tain.

Non daté[réf. nécessaire] : Chantemerle-les-Blés.

### Étymologie
Chantemerle voudrait dire « là où chante le merle »[réf. nécessaire].
Avant 1790, Chantemerle possède deux paroisses : Chantemerle et Saint-Pierre-des-Blés. Le locatif de la seconde semble être à l'origine du locatif du nom actuel.

## Histoire
Pour un article plus général, voir Histoire de la Drôme.

### Du Moyen Âge à la Révolution
La seigneurie :
- La terre comprend les deux paroisses. C'est un fief de la baronnie de Clérieux.
- Possession des comtes de Valentinois.
- 1330 : vendue aux Grolée.
- 1455 : acquise par les Beaumont.
- 1690 : rétrocédée aux Poitiers-Saint-Vallier, barons de Clérieux qui l'unirent alors à cette baronnie, dont elle a suivi le sort jusqu'à la Révolution.

Présence d'un péage jusqu'au XVIIIe siècle.
Avant 1790, Chantemerle était une communauté de l'élection et subdélégation de Valence et du bailliage de Saint-Marcellin.

Elle formait deux paroisses du diocèse de Vienne : Chantemerle et Saint-Pierre-des-Blés. Dans la première, l'église, sous le vocable de Notre-Dame, était celle d'un prieuré dépendant du chapitre de l'église cathédrale du Puy, qui y prenait la dîme et présentait à la cure.

### De la Révolution à nos jours
En 1790, Chantemerle est compris dans le canton de Clérieux. La réorganisation de l'an VIII (1799-1800) la place dans celui de Tain.
1848 (février) : la révolution française de 1848 est bien accueillie à Chantemerle : un arbre de la liberté est planté le 12 mars.

Malgré le décret préfectoral de janvier 1852, la municipalité ne l'arrache pas. Le peuplier survit à toutes les changements de régime. Il ne sera abattu qu'en 1979, à la demande de la DDE.

## Politique et administration

### Liste des maires
| Période                                                                      | Période                    | Identité                           | Étiquette        | Qualité                                                                   |
| ---------------------------------------------------------------------------- | -------------------------- | ---------------------------------- | ---------------- | ------------------------------------------------------------------------- |
| Les données manquantes sont à compléter. : de la Révolution au Second Empire |                            |                                    |                  |                                                                           |
| 1790                                                                         | 1848                       | ?                                  |                  |                                                                           |
| 1848                                                                         | ?                          | monsieur Habrard                   |                  |                                                                           |
| ?                                                                            | 1871                       | ?                                  |                  |                                                                           |
| Les données manquantes sont à compléter. : depuis la fin du Second Empire    |                            |                                    |                  |                                                                           |
| 1871                                                                         | 1874                       | ?                                  |                  |                                                                           |
| 1874                                                                         | 1878                       | ?                                  |                  |                                                                           |
| 1878                                                                         | 1884                       | ?                                  |                  |                                                                           |
| ?                                                                            | ?                          | Pierre-Antoine Brenier             |                  | juge de paix maire pendant 48 ans conseiller d'arrondissement (1881-1925) |
| 1884                                                                         | 1888                       | ?                                  |                  |                                                                           |
| 1888                                                                         | 1892                       | ?                                  |                  |                                                                           |
| 1892                                                                         | 1896                       | ?                                  |                  |                                                                           |
| 1896                                                                         | 1900                       | ?                                  |                  |                                                                           |
| 1900                                                                         | 1904                       | ?                                  |                  |                                                                           |
| 1904                                                                         | 1908                       | ?                                  |                  |                                                                           |
| 1908                                                                         | 1912                       | ?                                  |                  |                                                                           |
| 1912                                                                         | 1919                       | ?                                  |                  |                                                                           |
| 1919                                                                         | 1925                       | ?                                  |                  |                                                                           |
| 1925                                                                         | 1929                       | ?                                  |                  |                                                                           |
| 1929                                                                         | 1935                       | ?                                  |                  |                                                                           |
| 1935                                                                         | 1945                       | ?                                  |                  |                                                                           |
| 1945                                                                         | 1947                       | ?                                  |                  |                                                                           |
| 1947                                                                         | 1953                       | ?                                  |                  |                                                                           |
| 1953                                                                         | 1959                       | ?                                  |                  |                                                                           |
| 1959                                                                         | 1965                       | ?                                  |                  |                                                                           |
| 1965                                                                         | 1971                       | ?                                  |                  |                                                                           |
| 1971                                                                         | 1977                       | ?                                  |                  |                                                                           |
| 1977                                                                         | 1983                       | Simone Perrier                     |                  |                                                                           |
| 1983                                                                         | 1989                       | ?                                  |                  |                                                                           |
| 1989                                                                         | 1995                       | ?                                  |                  |                                                                           |
| 1995                                                                         | 2001                       | ?                                  |                  |                                                                           |
| 2001                                                                         | 2008                       | Raymond Faure                      |                  |                                                                           |
| 2008                                                                         | 2011                       | Raymond Faure                      |                  | maire sortant                                                             |
| 2011 (élection ?)                                                            | 2014                       | Pascal Amblard                     | (sans étiquette) | retraité                                                                  |
| 2014                                                                         | 2020                       | Pascal Amblard                     |                  | maire sortant                                                             |
| 2020                                                                         | En cours (au 24 mars 2021) | Vincent Robin[source insuffisante] |                  | conseiller municipal (2001)                                               |

## Population et société

### Démographie
En 2022 , la commune de Chantemerle-les-Blés comptait 1342 habitants. À partir du XXIe siècle, les recensements réels des communes de moins de 10 000 habitants ont lieu tous les cinq ans. Les autres chiffres sont des estimations.
| 1793 | 1800 | 1806 | 1821 | 1831 | 1836 | 1841 | 1846  | 1851  |
| ---- | ---- | ---- | ---- | ---- | ---- | ---- | ----- | ----- |
| 579  | 582  | 586  | 658  | 622  | 912  | 936  | 1 056 | 1 019 |

| 1856  | 1861  | 1866  | 1872 | 1876 | 1881 | 1886 | 1891 | 1896 |
| ----- | ----- | ----- | ---- | ---- | ---- | ---- | ---- | ---- |
| 1 043 | 1 055 | 1 008 | 978  | 967  | 921  | 954  | 892  | 894  |

| 1901 | 1906 | 1911 | 1921 | 1926 | 1931 | 1936 | 1946 | 1954 |
| ---- | ---- | ---- | ---- | ---- | ---- | ---- | ---- | ---- |
| 867  | 825  | 777  | 734  | 662  | 709  | 703  | 661  | 657  |

| 1962 | 1968 | 1975 | 1982 | 1990 | 1999 | 2006  | 2008  | 2013  |
| ---- | ---- | ---- | ---- | ---- | ---- | ----- | ----- | ----- |
| 654  | 610  | 572  | 557  | 732  | 880  | 1 058 | 1 106 | 1 205 |

| 2018  | 2022  | - | - | - | - | - | - | - |
| ----- | ----- | - | - | - | - | - | - | - |
| 1 287 | 1 342 | - | - | - | - | - | - | - |

### Enseignement
Chantemerle-les-Blés dépend de l'académie de Grenoble. L'école de commune, pour les niveaux maternelle et primaire, regroupe 130 élèves. Les différents collèges les plus proches se trouvent à 7 km, à Saint-Donat-sur-l'Herbasse et à Tournon-sur-Rhône.

### Manifestations culturelles et festivités
- Fête patronale : le premier dimanche d'août[14].
- Fête communale : le troisième dimanche d'octobre[14].

### Loisirs
- Pêche et chasse[14].

### Médias
La population de la commune se situe dans l'aire de diffusion de plusieurs médias :
- Presse écrite
  - Le Dauphiné libéré, quotidien régional
  - L'Agriculture Drômoise, journal d'informations agricoles et rurales, couvre l'ensemble du département de la Drôme.
  - Drôme Hebdo (ancien Peuple Libre), hebdomadaire chrétien d'informations.
- Presse audio-visuelle
  - France Bleu est une radio publique diffusée sur son territoire.

### Cultes
L'église Notre-Dame, de la paroisse catholique Saint-Vincent-de-l'Hermitage, dépend du diocèse de Valence.

## Économie

### Agriculture
En 1992 : céréales, fruits, légumes, vignes, caprins, bovins.

### Tourisme
- Panorama du sommet du bourg[14].
- Rives[14] de la Bouterne[1].

## Culture locale et patrimoine

### Lieux et monuments

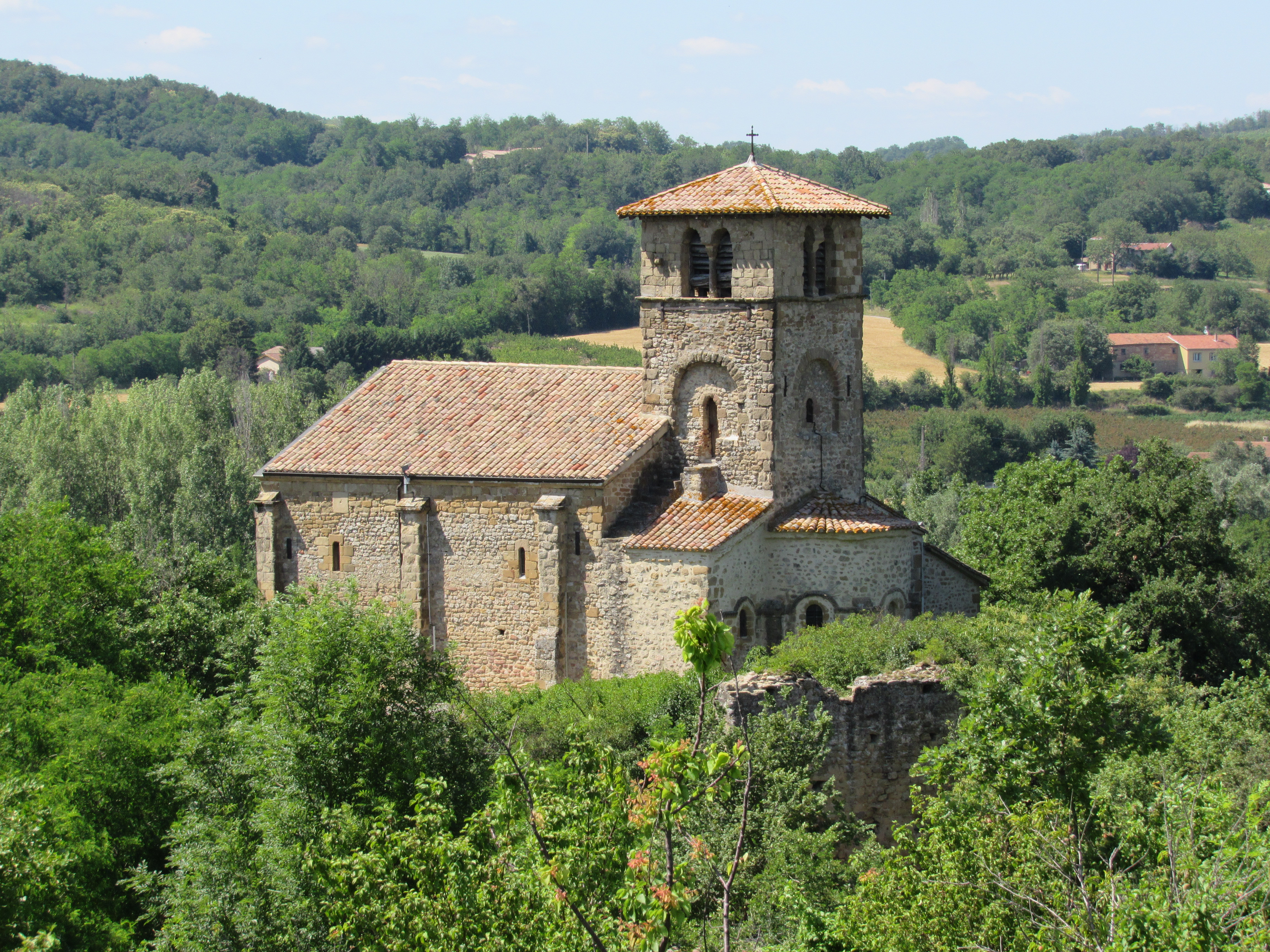
Église romane de Chantemerle.

- Église (XIIe siècle) (classé MH) (ou église romane des XIe et XIIe siècles[réf. nécessaire]) : chapelle inférieure, sacristie, départ de l'escalier (MH) conduisant à l'église : parties pré-romanes, chapiteaux feuillagés du XIIe siècle[14].
- Église Notre-Dame et sa Vierge Noire (sur l'autel central) : église romane du XIe siècle surplombant l’ancien cimetière, la place du village et la chapelle Sainte-Croix où les offices sont célébrés aujourd'hui[réf. nécessaire].

Dépendance du chapitre cathédral du Puy, sa construction commence à la fin du XIe siècle par le chevet, et s'achève vers 1170 avec le portail occidental. Elle conserve encore douze chapiteaux romans sculptés[source insuffisante].

### Personnalités liées à la commune
- Eloi Abert (né le 28/03/1848 à Chantemerle-les-Blés, mort en 1914) : poète écrivant en occitan[23]. Une rue porte son nom.
- Jean-Robert (né le 25/10/1921 à Chantemerle-les-Blés) : peintre. Exposition à Paris depuis 1956 et représentation à de nombreux salons aux musées d’art moderne à Paris, à Beaubourg centre Georges-Pompidou, musées de Bar-le-Duc, Chalon-sur-Saône, Valence, à Yverdon (Suisse), découvert en 1956 par Philippe Soupault, créateur avec André Breton du mouvement surréaliste et auteur « des champs magmétiques ». Actuellement en exposition permanente à la maison de la Pra chez son oncle[réf. nécessaire].

### Héraldique, logotype et devise
|  | Chantemerle-les-Blés possède des armoiries dont l'origine et le blasonnement exact ne sont pas disponibles. |